# Maha Sarakham
Pour la province de Thaïlande, voir Province de Maha Sarakham.
Maha Sarakham est une ville de la région Nord-Est de la Thaïlande, l'Isan. Elle est située dans une boucle de la Chi, sur le plateau de Korat, productrice de riz.
C'est une ville universitaire d'une taille importante, suivant en importance dans la région la ville de Khon Kaen.